# 歌う千一夜
『歌う千一夜』（うたうせんいちや）は、1956年3月5日から同年11月5日までラジオ東京テレビで放送されていた歌謡番組である。全23回。放送時間は毎週月曜 20:00 - 20:30 （日本標準時）。
共進社油脂工業（現・牛乳石鹸共進社）初の一社提供番組であり、同社提供番組はこの後も製作局（ラジオ東京テレビ → 大阪テレビ・朝日放送）、ネット局（ラジオ東京テレビ・TBS → テレビ朝日）、そして放送枠（月曜20:00枠 → 月 - 金曜13:00枠）の変遷を繰り返しながら、1986年3月28日に『シャボン玉プレゼント』（末期には牛乳石鹸を筆頭とした複数社提供）が終了するまで続いた。

## ゲスト
- ディック・ミネ
- 伊藤久男
- 淡谷のり子
- 霧島昇
- 南道郎
- 近江俊郎
- 林伊佐緒
- 高島忠夫
- 池内淳子
- 水谷良重（後の二代目水谷八重子）
- 笠置シズ子
- 朝丘雪路
- 岡田茉莉子
- ほか

## 備考
2009年発刊の『牛乳石鹸100年史』の34頁に、この番組のスタジオ風景と、岡田茉莉子がCMソング「牛乳石鹸のうた」（作詞・作曲：三木トリロー）を歌っているシーンが掲載されている。